# الدوري المكسيكي الممتاز 1978-79
الدوري المكسيكي الممتاز 1978-79 (بالإسبانية: Primera División de México 1978-79)‏ هو موسم من الدوري المكسيكي الممتاز. كان عدد الأندية المشاركة فيه 20، وفاز فيه كروز آزول.